# Louise Meijerfeldt
Lovisa (Louise) Augusta Meijerfeldt, född Sparre af Sundby den 14 september 1745, död den 16 september 1817 i Stockholm, var en svensk grevinna, statsfru och gunstling, känd som en av de tre gracerna. Hon nämns ofta i samtida brev, dagböcker och memoarer. 

## Biografi
Lovisa Meijerfeldt var dotter till överståthållare greve Axel Wrede-Sparre och Augusta Törnflycht. Vid arton års ålder blev hon 1763 gift med greve Johan August Meijerfeldt d.y., senare fältmarskalk och excellens, i närvaro av Adolf Fredrik och Lovisa Ulrika. Hon fick två barn, båda söner.
Hon var en gunstling vid hovet och deltog regelbundet vid hovlivet. Hon var till exempel närvarande under kungafamiljens resa till Skåne 1774. Hon fick sedan också en formell hovtjänst när hon 1776 utnämndes till statsfru hos drottning Sofia Magdalena. 
Tillsammans med Augusta Löwenhielm och Ulrika Eleonora von Fersen kallades hon en av de tre gracerna vid hovet, uttryckt av Johan Henric Kellgren i dikten Gracernas döpelse; dikten tillkom troligen 1778 eller 1779, och utgavs i Utile Dulcis Vitterhetsnöjen, 4:de delen, 1781. Hon var beundrad för sin skönhet och charm och nämns ofta av tidens memoarförfattare. Poeten Johan Gabriel Oxenstierna kallade henne: »En skönhet, som den förra verlden hade tillbedit på knä som Venus och Diana». 
Hedvig Elisabet Charlotta av Holstein-Gottorp beskrev henne på följanden vis i sin dagbok: 
"Hon är mycket kvick och bildad men ganska elak och endast rolig, när hon får driva med någon, vilket hon sällan underlåter, och detta gör henne opålitlig och hjärtlös. Hon anses vara rätt mycket begiven på kärleksäventyr, ehuru hon har stor förmåga att hålla sina förbindelser hemliga; för närvarande lyckas det henne dock icke, därför att hennes älskare har samma håg som hon för att skämta, och denna deras gemensamma svaghet har röjt dem. Skandalhungriga människor vilja också påstå, att det ej så mycket är hjärtats böjelse, som plägar fästa henne vid hennes älskare, utan fastmer deras frikostighet med presenter. Jag erkänner dock, att jag ej vill tro på en så nedrig beskyllning, och i allmänhet tror jag ej gärna mera än hälften av vad folk säger, ty nu för tiden äro alla människor här i Stockholm förfärligt elaka. Den, som för närvarande åtnjuter grevinnan Meyerfelts gunst, är en överstelöjtnant baron Ehrensvärd, som är särdeles kvick men ganska elak. Han har stått synnerligen väl hos kungen, men har fallit i onåd efter den sista riksdagen, där han visade sig vara alltför frispråkig."
Hon var omtalad för sitt kärleksliv. Hon hade en tid en förbindelse med spanske ambassadören greve de Lacy, med franske ambassadören Pierre Chrysostème Dusson de Bonnac (1774), med fältmarskalk Fredrik Vilhelm von Hessenstein (1774) och överståthållare Carl Sparre (1777).
År 1784 hade hennes make misskött sin ekonomi så svårt att han begärde att få använda Louises smycken som avbetalning, något som gjorde att Carl och Fredrik Sparre ville få honom satt under förmynderskap och genomföra en skilsmässa eller i alla fall en separation. 
År 1795 avskedades samtliga statsfruar vid det svenska hovet. Hon blev änka år 1800.